# Болотниця (Коростенський район)
Болотниця — село в Україні, в Народицькій селищній територіальній громаді Коростенського району Житомирської області. Кількість населення становить 313 осіб (2001). У 1925—54 та 1959—2015 роках — адміністративний центр однойменної сільської ради.

## Географія
Село розташоване за 8 км від смт Народичі та 20 км від залізничної станції Овруч. Лежить на лівому березі річки Стручок, притоці Жерева.

## Населення
В кінці 19 століття кількість населення становила 430 осіб, дворів — 70.
У 1906 році в селі налічувалися 428 жителів та 76 дворів, у 1911 році — 550 жителів, 88 дворів, станом на 1923 рік в поселенні нараховано 135 дворів та 723 мешканці, у 1926 році — 679 жителів, 153 двори, у 1941 році — 690 жителів, 206 дворів.
Станом на 1972 рік кількість населення становила 548 осіб, дворів — 206.
Відповідно до результатів перепису населення СРСР, кількість населення, станом на 12 січня 1989 року, становила 343 особи. Станом на 5 грудня 2001 року, відповідно до перепису населення України, кількість мешканців села становила 313 осіб.

## Історія

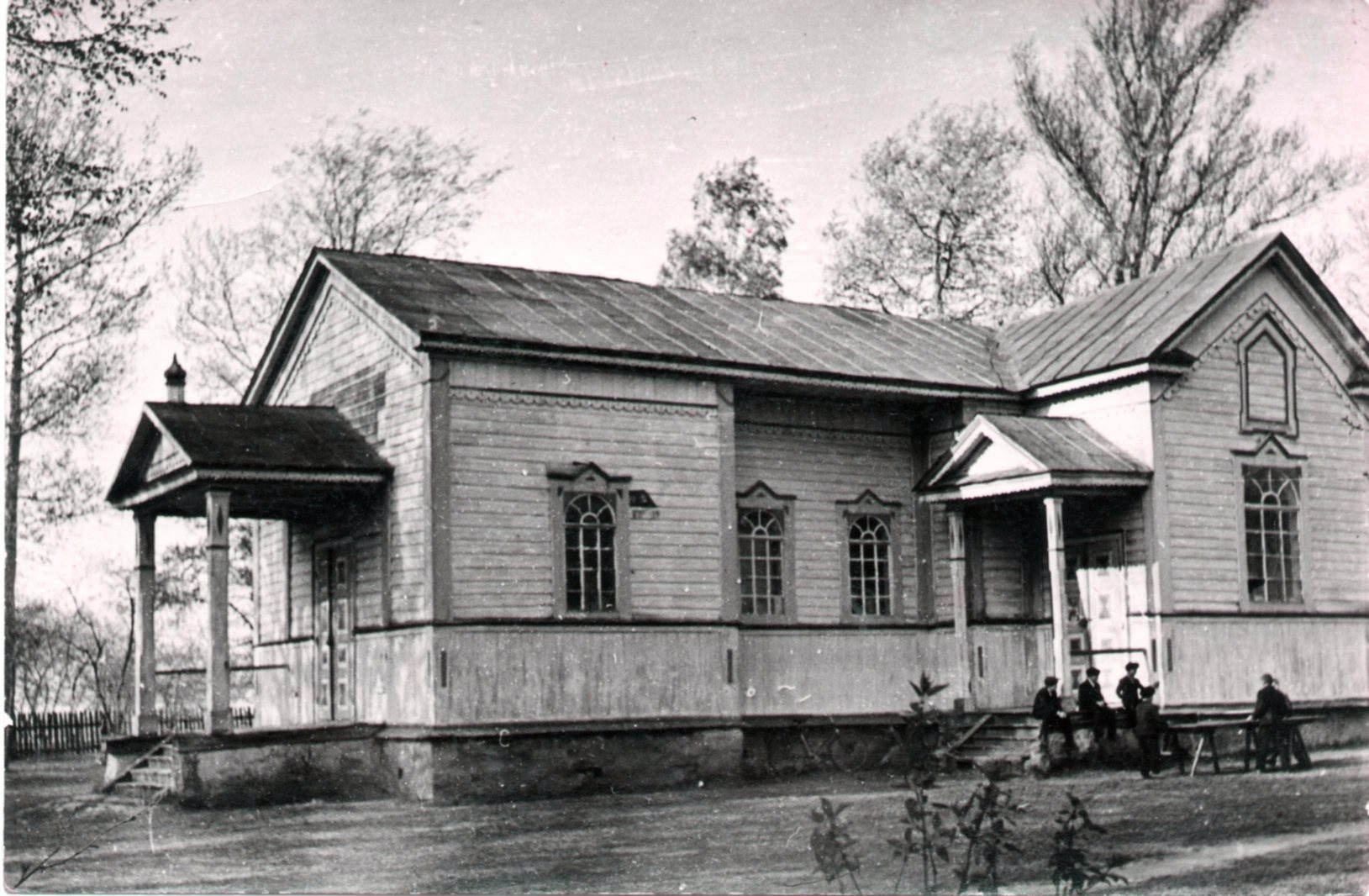
Дерев'яна церква XX ст., фото 1967 р.

Село вперше згадується 1678 року. За іншими даними, перша писемна згадка про село датується 1618 роком, в зв'язку із втечею підданих поміщика Юзефа Будилова із села Колчище Мозирського повіту до села Болотниці, що належало поміщиці Марині Петрович. Відповідно до люстрації Овруцького замку 1754 року, село належало київському земському судді Трипольському, до замку сплачувало 3 злотих 4 гроші, на міліцію — 12 злотих 16 грошів. Згодом селом володіли Воронецькі, після них, у 19 столітті — поміщики Каленські: Михалина Каленська, її діти Олександр, Чеслав, Марія, Феліція, Едмунд-Нарциз Каленський.
В кінці 19 століття — село Народицької волості Овруцького повіту, за 12 верст від Овруча. Входило до православної парафії у Закусилах, від котрих лежало за 5 верст.
У 1906 році — сільце Народицької волості (1-го стану) Овруцького повіту Волинської губернії. Відстань до повітового центру, м. Овруч, становила 18 верст, до волосного центру, містечка Народичі — 8 верст. Найближче поштово-телеграфне відділення розташовувалося в м. Овруч. У 1909 році відкрилося однокласне сільське училище.
У 1923 році увійшло до складу новоствореної Закусилівської сільської ради, котра, від 7 березня 1923 року, стала частиною новоутвореного Народицького району Коростенської округи. Розміщувалося за 9 верст від районного центру, міст. Народичі, та за 4 версти — від центру сільської ради, с. Закусили. 21 жовтня 1925 року в селі утворено Болотницьку сільську раду Народицького району. У міжвоєнні роки в селі діяли сільгоспартіль «Червоний шлях» (1924 р.), машинно-тракторне товариство (1928 р.).
На фронтах Другої світової війни брали участь 173 селян, з них 62 загинули, 34 нагороджено орденами та медалями. У 1970 році на їх честь встановлено пам'ятник.
В радянські часи в селі розміщувалася центральна садиба колгоспу, що мав у користуванні 2 712 га земель, в тому числі 2 005 га ріллі та 55 га лісу. Господарство м'ясо-молочного напрямку, також вирощувало льон і картоплю.
11 серпня 1954 року Болотницьку сільську раду ліквідовано, село включене до складу Закусилівської сільської ради. 5 березня 1959 року увійшло до складу відновленої Болотницької сільської ради Народицького району Житомирської області, адміністративний центр ради. В складі сільської ради, 30 грудня 1962 року, увійшло до Овруцького району, 8 грудня 1966 року повернуте до складу відновленого Народицького району.
6 серпня 2015 року увійшло до складу новоствореної Народицької селищної територіальної громади Народицького району Житомирської області. 19 липня 2020 року, разом з громадою, увійшло до складу новоствореного Коростенського району Житомирської області.